# Château de Leefdael
Le château de Leefdael, également "château de Liedekerke", est un château Renaissance, avec des vestiges du Moyen Âge tardif, situé à Leefdael dans la province belge du Brabant flamand .
Son origine se trouve dans la seigneurie "Leven dale", mentionnée au XIIe siècle.
Cette seigneurie est transmise à des familles importantes, d'abord à la maison princière de Mérode, puis à la maison comtale de Brouchoven ; en 1775 la maison de Liedekerke acquiert le château. Le comte Honoré de Liedekerke fit construire les étangs et le comte François de Liedekerke (décédé en 2014) fit restaurer les façades avec soin.
Le château n'est pas ouvert au public.